# Manuel de Castro Pereira
Manuel de Castro Pereira de Mesquita Pimentel Cardoso e Sousa (Freixo de Numão, 14 de outubro de 1778 — Porto, 16 de agosto de 1863) foi um rico proprietário rural, diplomata e político setembrista que, entre outras funções de relevo, foi encarregado de negócios em Madrid em 1821, conselheiro de Estado, governador civil de vários distritos, deputado às Cortes em 1837-1838, senador em 1838-1842 e Ministro e Secretário de Estado dos Negócios Estrangeiros do 8.º governo da Monarquia Constitucional, em funções de 1 de julho a 10 de agosto de 1837, e, no mesmo cargo, no 9.º governo da Monarquia Constitucional, em funções de 10 de agosto a 9 de novembro de 1837. Foi maçon, tendo pertencido à loja Regeneração (1821).

## Biografia
Nasceu em Freixo de Numão, concelho de Vila Nova de Foz Coa, no seio de uma família de ricos proprietários rurais pertencentes à aristocracia local, filho do comendador Rodrigo Delfim Pereira e de Carolina Maria Bregaso Pereira. Frequentou a Universidade de Coimbra e a Academia Real de Marinha. As posses da família, pois era um grande proprietário de Castanheira, com solar em Vilarinho da Castanheira, concelho de Carrazeda de Ansiães, permitiram que em 1801, aos 22 anos de idade, organizasse a expensas próprias um esquadrão de cavalaria, do qual foi nomeado capitão pelo Príncipe Regente D. João, com que participou nas campanhas da Guerra das Laranjas.
Tendo aderido aos ideais da Revolução Francesa, fez parte do quartel-general do general André Masséna, acompanhando a retirada do exército francês para Espanha integrado na Legião Portuguesa Napoleónica, na qual teve o posto de major. Integrado na Grande Armée participou na Campanha da Rússia das Guerras Napoleónicas. Terminada a Guerra Peninsular, permaneceu em França, já que foi acusado de traição em Portugal e condenado no sequestro dos seus bens. Contudo, após a revolução liberal do Porto, de agosto de 1820, foi amnistiado, regressou a Portugal e teve os seus bens restituídos.
Em 1821 foi nomeado encarregado de negócios junto da Legação de Portugal em Madrid, cargo que exerceu até finais de 1822. Esta passagem pelo serviço diplomático levou a que ao longo da sua carreira política tenha sempre mantido uma relação com os negócios estrangeiros no parlamento e no governo.
Após o termo da Guerra Civil Portuguesa ingressou na magistratura admninistrativa da Monarquia Constitucional Portuguesa, sendo em 1835 nomeado para o cargo de governador civil do Distrito de Braga, cargo que exerceu entre 5 de dezembro de 1835 e 7 de maio de 1836, período em que se organizaram as estruturas distritais da Guarda Nacional. Transferido para o Distrito de Bragança em 8 de outubro de 1836, foi exonerado logo em 9 de novembro daquele ano, sem nunca ter exercido as funções em Bragança, deixando a gestão do governo civil entregue ao respetivo secretário-geral.
Em 1836 aderiu à Revolução de Setembro, tendo sido eleito deputado às Cortes nas eleições gerais de 20 de outubro de 1836 pelo círculo eleitoral de Bragança. Tomou posse do lugar de deputado a 25 de janeiro de 1837, tendo participado nos trabalhos das Cortes Constituintes daquele ano que deram origem à Constituição Portuguesa de 1838. Durante um curto período, em janeiro e fevereiro de 1837, foi vice-presidente das Cortes Constituintes.
Sendo considerado um setembrista convicto, foi convidado a assumir a pasta de Ministro e Secretário de Estado dos Negócios Estrangeiros do 8.º governo da Monarquia Constitucional, presidido por António Dias de Oliveira, em funções de 1 de julho a 10 de agosto de 1837. Quando este governo foi exonerado, manteve-se no cargo, como setembrista, tendo igualmente sido o Ministro e Secretário de Estado dos Negócios Estrangeiros do 9.º governo da Monarquia Constitucional, presidido por Bernardo de Sá Nogueira de Figueiredo, então visconde de Sá da Bandeira, em funções de 10 de agosto a 9 de novembro de 1837.
Saído do governo, foi nomeado governador civil do Distrito de Coimbra, cargo que exerceu de 9 de novembro de 1837 até 21 de outubro de 1838. Nas eleições gerais de 1838, para a legislatura de 1830-1840, foi eleito senador pelo círculo de Bragança, sendo reeleito, pelo mesmo círculo, para a legislatura de 1840-1842. Nas Cortes foi um deputado pouco interventivo, integrado nas comissões parlamentares ligadas à diplomacia e às relações ibternacionais, mas ainda assim foi um opositor aguerrido aos governos pós-setembristas. 
Após a sua saída das Cortes, foi governador civil do Distrito de Vila Real, em funções de 11 de agosto a 6 de outubro de 1846. Durante a Patuleia foi vice-presidente da Junta Governativa de Trás-os-Montes (1846-1847), tendo em maio de 1847, sido encarregado pela Junta Provisória do Governo Supremo do Reino, sediada no Porto, na qualidade de ministro de Estado honorário, de negociar com o coronel britânico William Wylde o fim da guerra civil. Essas negociações levaram à assinatura da Convenção de Gramido.
A vitória cartista na Patuleia ditou o seu afastamento definitivo da vida política, tendo-se fixado na cidade do Porto onde se dedicou ao seus importantes negócios privados. Tendo falecido em 1863, aos 84 anos de idade, sem descendentes, legou a sua grande fortuna a seu sobrinho Luís de Castro Pereira.